# Hymenaea martiana
Hymenaea martiana es una especie de árbol del género Hymenaea que se encuentra en Brasil (Alagoas, Bahia, Ceara, Goias, Mato Grosso, Minas Gerais, Pernambuco) y Paraguay.

## Química
Los tres rhamnosidos eucryphina, astilbina y engeletina pueden ser aislados de la corteza de   H. martiana.

## Taxonomía
Hymenaea martiana fue descrito por Friedrich Gottlob Hayne y publicado en Getreue Darstellung und Beschreibung der in der Arzneykunde Gebräuchlichen Gewächse 11: sub pl. 15. 1830.
Sinonimia
- Hymenaea sellowiana Hayne[4]